# Schaidberger Marmor
Der Schaidberger Marmor kommt am Schaidberg in den Obertauern in Österreich vor. Es handelt sich um einen feinkörnigen stark durchscheinenden (transluzenten) Marmor. Er kann weiß aber auch gelblich sein. 
Das Abbaugebiet lag auf der Höhe des Radstädter Tauernpasses auf der Südrampe des Passes in Schaidberg. Es handelte sich um einen kleinen Steinbruch, in dem dieser Marmor vorkam, der als gelbliches plattiges Vorkommen beschrieben ist.
Der Schaidberger Marmor wurde bereits von den Römern verwendet, insbesondere für die Meilensteine der Lungauer Römerstraßen, die zu Zeit von Septimius Severus gesetzt wurden.